# 沃羅尼基 (盧布內區)
沃罗尼基（羅馬化：Voron'ky）是烏克蘭的村落，位於該國中部波爾塔瓦州，由盧布尼區負責管轄，處於姆諾加河畔，距離皮茲尼基1公里、梅列希和戈羅季謝0.5公里，海拔高度97米，2001年人口1,287。